# Ухтинский район (Коми АССР)
Ухтинский район — административно-территориальная единица в составе Коми АССР, существовавшая в 1939—1963 годах. Центром района был рабочий посёлок (с 1943 — город) Ухта.
Ухтинский район был образован в 1939 году в составе Коми АССР из частей Ижемского и Сторожевского районов.
По данным 1940 года Ухтинский район включал 4 с/с: (Изваильский, Кевдинский, Порожский и Усть-Ухтинский), а также рабочий посёлок Ухту. В 1943 году р. п. Ухта был преобразован в город. В 1944 году были образованы р. п. Водный и Ярега, в 1947 году — р. п. Войвож, в 1958 году — р. п. Ираёль.
В 1953 году Ухта получила статус города республиканского подчинения и была выведена из состава района. 13 декабря 1957 года Ухтинский район в административном отношении был присоединён к Ухтинскому горсовету, сохранив при этом статус территориальной единицы.
В 1963 году Ухтинский район как территориальная единица был упразднён, а его территория передана в подчинение городу Ухте.